# Neu Bartelshagen
Neu Bartelshagen (innan 1951 Buschenhagen) är en ortsteil i kommunen Niepars i Landkreis Vorpommern-Rügen i förbundslandet Mecklenburg-Vorpommern i Tyskland. Neu Bartelshagen var en kommun fram till 26 maj 2019 när den uppgick i Niepars. Kommunen Neu Bartelshagen hade 320 invånare 2019.